# Temugue
Temugue Ochiguim (em mongol: Тэмүгэ отчигин; romaniz.: Temüge Otchigin) foi um nobre mongol, filho de Iesucai e sua esposa Oelum e irmão de Gêngis Cã (r. 1206–1227). Quando Gêngis encabeçou a conquista da Manchúria nos anos 1210, vastas porções do território foram dados a Temugue como apanágio. Foi ele, ou seu irmão Casar, que matou o xamã Tebe Tengueri numa luta, sob consentimento de Gêngis, depois que Tebe começou a desafiar o clã reinante. No tempo da regência de Toreguene Catum (r. 1241–1246), Temugue tentou tomar o trono para si. Por esse motivo, ao ascender, Guiuque Cã (r. 1246–1248) ordenou que uma investigação fosse encabeçada por Orda e Mangu, que depois o executaram.